# Soulseller Records
Soulseller Records ist ein 1999 gegründetes Musiklabel aus dem nordholländischen Hilversum. Es bindet ein breites Spektrum an Interpreten aus den Spielarten des Extreme Metals.

## Bands, die unter dem Label veröffentlichten
- Abigor
- Aeternus
- Alverg
- Ancient
- Ancient Rites
- Atomizer
- Black Crucifixion
- Blodhemn
- Blood Tsunami
- Bloody Hammers
- Brejn Dedd
- Darkcreed
- Dead to His World
- Deathcult
- Demon Eye
- Demoniac
- Den Saakaldte
- Desaster
- Devil
- Disquiet
- Dold Vorde Ens Navn
- Enslaved
- Entrapment
- Eternity
- Furnace
- Gods Forsaken
- Gorgoroth
- Gravdal
- Groan
- Heretic
- Hypnosia
- Inflabitan
- Khôra
- Mactätus
- Maim
- Malignant Eternal
- Manipulator
- Mayhem
- Mist
- Necromancy
- Necromantia
- Obtained Enslavement
- Old Funeral
- Olde
- One Inch Giant
- Oni
- Ophthalamia
- Ováte
- Paganizer
- Pale King
- Patria
- Porta Nigra
- Pyre
- Quadrivium
- Repugnant
- Repuked
- Sarke
- Sarvekas
- Serpents Oath
- Setherial
- Smothered
- Soulburn
- Spectral Haze
- Stench
- Studfaust
- Svartahrid
- Svarttjern
- The Deviant
- The Last Eon
- Thornium
- Tombstones
- Tulus
- Ulverheim
- Ursurper
- Valdaudr
- Ved Buens Ende
- Vesen
- Warkult
- Wombath
- Xeper